# Uxue Alberdi
Uxue Alberdi Estibaritz (Elgóibar, Guipúzcoa, 18 de marzo de 1984) es una escritora y versolari vasca, licenciada en Periodismo. 

## Trayectoria
En 2003 ganó el Bertso Paper Lehiaketa Julene Azpeitia de Durango, después vendrían, el Premio Xenpelar en 2006, y en 2008 el premio Osinalde de jóvenes versolaris.
Estudió periodismo en el campus de Lejona. 
En 2005, gracias a la beca Igartza para jóvenes escritores, escribió su primer libro: Aulki bat elurretan (2007). En 2007, gracias también a otra beca de creación, la Beca Joseba Jaka, escribió el libro Aulki jokoa (2009). En 2013 publicó  Euli-giro y, en 2017 Jenisjoplin, de la mano de la editorial Susa.
Por otro lado, en 2010 se adentró en la literatura infantil publicando en la editorial Ttarttalo el cuento Ezin dut eta zer? En 2016 ganó el Premio Euskadi de Literatura Infantil y Juvenil en Euskera  con Besarkada.
Imparte talleres de literatura, escribe artículos de opinión y trabaja también como  traductora y letrista. Puso en marcha la Bertso Eskola Feminista junto con Ainhoa Agirreazaldegi. Y buenas tardes señores

## Obras

### Narrativa
- Aulki bat elurretan (2007, Elkar).
- El juego de las sillas (Aulki-jokoa, 2009) (2012, Alberdania). Traductora, Miren Agur Meabe.
- Euli giro (2013, Susa)
- Jenisjoplin (2017, Susa). Traducido al español por Irati Majuelo: Jenisjoplin (2020, consonni).
- Dendaostekoak (2020, Susa). Traducido al español por Arrate Hidalgo: La trastienda (2022, consonni).

### Ensayo
- Kontrako eztarritik: emakume bertsolarien testigantzak  (2019, Susa)

### Literatura infantil y juvenil
- Ezin dut eta zer?, (2011, Elkar)
- Marizikina naiz eta zer? (2012, Elkar)
- Zure denboraren truke (2013, Elkar)
- Txikitzen zaretenean (2013, Pamiela)
- Bi kobazulo (2015, Elkar)
- Besarkada (2015, Elkar)
- Poza (2018, Elkar)

## Premios literarios
- 2016 - Premio Euskadi por Besarkada.
- 2017- 111 Akademiaren saria por Jenisjoplin.
- 2020 - Premio Euskadi de Ensayo en Euskera por Kontrako eztarritik.